# Moldavië op de Olympische Winterspelen 2022
Moldavië was een van de deelnemende landen aan de Olympische Winterspelen 2022 in Peking, China.

## Deelnemers en resultaten

### Biatlon
Mannen
| Naam           | Onderdeel   | Tijd    | Missers | Rang |
| -------------- | ----------- | ------- | ------- | ---- |
| Pavel Magazeev | Individueel | 52:41,7 | 2       | 26   |
| Pavel Magazeev | Sprint      | 27:25,1 | 3       | 79   |
| Maksim Makarov | Sprint      | 29:45,6 | 5       | 93   |

Vrouwen
| Naam           | Onderdeel     | Tijd    | Missers | Rang |
| -------------- | ------------- | ------- | ------- | ---- |
| Alla Ghilenko  | Individueel   | 52:28,3 | 2       | 72   |
| Alla Ghilenko  | Sprint        | 26:04,6 | 4       | 86   |
| Alina Stremous | Individueel   | 49:07,5 | 4       | 37   |
| Alina Stremous | Sprint        | 21:59,5 | 0       | 10   |
| Alina Stremous | Achtervolging | 38:01,3 | 2       | 16   |
| Alina Stremous | Massastart    | 47:30,0 | 9       | 30   |

### Rodelen
Individueel
| Naam           | Onderdeel | Run 1    | Run 1 | Run 2    | Run 2 | Run 3    | Run 3 | Run 4          | Run 4          | Totaal   | Totaal |
| Naam           | Onderdeel | Tijd     | Rang  | Tijd     | Rang  | Tijd     | Rang  | Tijd           | Rang           | Tijd     | Rang   |
| -------------- | --------- | -------- | ----- | -------- | ----- | -------- | ----- | -------------- | -------------- | -------- | ------ |
| Doina Descalui | Vrouwen   | 1:01,928 | 34    | 1:02,129 | 31    | 1:02,174 | 32    | niet geplaatst | niet geplaatst | 3:06,294 | 32     |